# 윈도우 서버 업데이트 서비스
윈도우 서버 업데이트 서비스(Windows Server Update Services, WSUS)는 마이크로소프트 윈도우 운영 체제와 다른 마이크로소프트 제품군을 위한 소프트웨어 업데이트 서비스를 제공한다. 윈도우 서버 업데이트 서비스는 시스템 관리자에게 더 많은 제어권을 주기 위해 공개 마이크로소프트 업데이트 웹사이트로 동작하는 관리 시스템이다. 관리자는 단체 환경에서 윈도우 서버 업데이트 서비스를 사용하여 자동 업데이트를 통해 마이크로소프트 핫픽스와 업데이트의 배포를 관리할 수 있다.

## 역사
윈도우 서버 업데이트 서비스의 첫 버전은 소프트웨어 업데이트 서비스(Software Update Service, SUS)였다. 이는 네트워크를 통해 마이크로소프트 윈도우 시스템의 업데이트를 관장하는 도구이며, 마이크로소프트사가 개발하였다. 소프트웨어 업데이트 서비스는 서버에서 동작하며, 마이크로소프트사가 운영하고 있는 원격 윈도우 업데이트 사이트로부터 특정 버전의 윈도우의 업데이트를 다운로드한다. 이 클라언트들은 윈도우 업데이트에 직접 접속하지 않고, 내부 서버로부터 업데이트를 내려받게 된다. 이로써 업데이트 관리를 단순하게 만들고 대역폭을 아낄 수 있다. 소프트웨어 업데이트 서비스는 윈도우뿐 아니라 다른 마이크로소프트 제품의 업데이트까지 같은 원칙을 허용하는 윈도우 서버 업데이트 서비스에 가려지게 되었다. 마이크로소프트사의 소프트웨어 업데이트 서비스 지원은 2006년 12월 6일에 끝을 맺기로 했으나 사용자의 의견을 받아들여 날짜는 2007년 7월 10일까지 연장되었다. 윈도우 시스템에 대한 업데이트와 소프트웨어를 배포하기 위한 대체 도구로는 마이크로소프트 시스템 관리 서버가 있으며 대형 네트워크에 사용하도록 만들어졌다.
WSUS는 운영 체제 핫픽스와 패치만을 전달하는 소프트웨어 업데이트 서비스 (SUS)로 탄생하였다. WSUS는 업데이트할 수 있는 소프트웨어의 영역을 확장하여 SUS 상에서 빌드된다. WSUS 인프라는 핫픽스, 업데이트, 서비스 팩, 장치 드라이버, 기능 패키지를 중앙 서버를 통해 어느 한 단체에서 자동 업데이트를 사용할 수 있게 한다. 공식 마이크로소프트 윈도우 업데이트 웹사이트를 이용하지 않는다. 대역, 시간 및 디스크 공간을 저장할 수 있으며 네트워크 안의 각 컴퓨터들은 외부 서버로 연결하지 않아도 되지만 중앙 로컬 컴퓨터에 연결하여야 한다. 관리자의 제어권을 높이고 클라이언트가 인터넷 접속이 되지 않는 환경에서 업데이트를 얻을 수 있게 한다.

## 지원 소프트웨어
2009년 10월 기준으로 윈도우 소프트웨어 업데이트 서비스는 다음과 같은 마이크로소프트 운영 체제와 소프트웨어의 업데이트를 지원하고 있다.:
- 윈도우 2000
- 윈도우 XP (32비트, IA-64, x64 에디션)
- 윈도우 비스타
- 윈도우 7
- 윈도우 서버 2003
- 윈도우 서버 2008
- 윈도우 서버 2008 R2
- 실버라이트
- 윈도우 스몰 비즈니스 서버 2003
- 익스체인지 서버 2000
- 익스체인지 서버 2003
- 마이크로소프트 익스체인지 서버 2007 앤티 스팸
- 마이크로소프트 익스체인지 서버 2007
- 마이크로소프트 익스체인지 서버 2010
- SQL 서버
- 마이크로소프트 SQL 서버 2005
- 마이크로소프트 SQL 서버 2008
- 마이크로소프트 SQL 서버 기능 패키지
- 오피스 XP
- 오피스 2003
- 오피스 2007
- 마이크로소프트 ISA 서버 2004
- ISA 서버용 방화벽 클라이언트
- ISA 서버 2006
- 마이크로소프트 코드네임 맥스
- 데이터 프로젝션 매니저 2006
- 윈도우 라이브 메일
- 윈도우 라이브 툴바
- 포어프론트 클라이언트 유틸리티
- 마이크로소프트 시스템 매니지먼트 서버 2003
- 마이크로소프트 준